# 狄克·雅斯柏斯
狄克·雅斯柏斯（Dick Jaspers，1965年7月23日—），荷蘭北布拉班特省魯克芬鎮聖威爾布羅德人，是著名的職業開侖撞球選手，尤其專長於三顆星項目。

## 早年生涯
雅斯柏斯三歲就開始在他父親開設的酒吧裡玩撞球。1974年至1980年期間，他參加荷蘭青年組錦標賽。

## 職業生涯
1986年，雅斯柏斯看了電視上雷蒙德·庫勒曼斯與小林伸明在瓦肯堡世界盃決賽的轉播後，決定成為職業撞球選手。在那一年，他贏得兩項荷蘭國內錦標賽的銀牌。1987年與1989年，他兩度贏得全國冠軍。其間並參加三次歐洲青年錦標賽，均奪得金牌。
雅斯柏斯開始參加另一個體系－－世界盃撞球協會（BWA）－－巡迴賽西德站比賽，並贏得好幾站的冠軍。不過沒多久，他就被歐洲撞球協會處以停權五年的懲罰。當時除了他以外，還有多名選手也被一併處置。由於世界撞球總會支持此一裁決，雅斯柏斯等人後續五年均未能參加歐洲撞球錦標賽與世界撞球錦標賽。
在這段期間，雅斯柏斯曾於1989年及1992年兩度贏得歐洲國家錦標賽，成為歐洲冠軍；而在1991年、1992年，他也兩度贏得歐洲終極盃。
1998年，歐洲撞球協會與球員達成協議，先前被停權的選手得以再度參與歐洲及世界撞球錦標賽。
1997年及1999年，雅斯柏斯兩度贏得BWA世界三顆星錦標賽。1999年12月，獲頒荷蘭撞球協會「金針獎」。
2000年，雅斯柏斯獲得BWA頒獎。同年10月，他在本國舉行的UMB世界三顆星錦標賽中贏得冠軍。2001年他雖然衛冕失敗，卻贏得在日本秋田舉行的世界運動會銀牌。
2003年，雅斯柏斯在土耳其博盧省歸努克贏得歐洲錦標賽。2004年，他在決賽以15-9、15-0、15-5擊敗希臘對手菲利普斯·塔西多柯斯塔斯，第二度奪得在本國鹿特丹舉行的UMB世界錦標賽冠軍。
2005年，雅斯柏斯贏得世界運動會、世界國家錦標賽歐洲撞球賽三項銀牌。2006年9月3日，他贏得個人第十三個全國冠軍。
2009年AGIPI撞球大師賽中，雅斯柏斯擊敗瑞典名將布隆達爾，贏得20,550歐元獎金。

## 冠軍頭銜
- 1997年BWA世界三顆星錦標賽
- 1999年BWA世界三顆星錦標賽
- 2000年UMB世界三顆星錦標賽
- 2003年CEB歐洲三顆星錦標賽
- 2004年UMB世界三顆星錦標賽
- 2008年CEB歐洲三顆星錦標賽
- 2009年UMB/CEB AGIPI 大師賽[1]
- 2009年世界運動會三顆星

### 三顆星競賽最佳紀錄
- 單場比賽平均得分：2.666 （2005年世界紀錄）
- 單屆錦標賽平均得分：2.536 （2002年世界紀錄）
- 單一打席最高得分：26 （2001年荷蘭全國紀錄）

2008年歐洲錦標賽決賽裡，雅斯柏斯面對托比昂·布隆達爾，打出平均5.625的佳績。
他在第一局的第二次出桿時，連得13分而贏得該局；緊接著在第二局一桿連吃15分獲勝；又於第三局一桿連吃6分；合計連吃34分。

## 外部連結
- Official website （页面存档备份，存于）
- kozoom.com （页面存档备份，存于）

| 前任者： 托比昂·布隆達爾 | BWA世界三顆星錦標賽 1997 | 繼任者： 托比昂·布隆達爾 |
| 前任者： 托比昂·布隆達爾 | BWA世界三顆星錦標賽 1999 | 繼任者： 托比昂·布隆達爾 |
| 前任： 弗烈德瑞克·柯德隆 | UMB世界三顆星錦標賽 2000 | 繼任： 雷蒙德·庫勒曼斯   |
| 前任： 賽米·謝吉納       | UMB世界三顆星錦標賽 2004 | 繼任： 丹尼爾·桑契茲     |